# 第十三号駆潜艇
第十三号駆潜艇（だいじゅうさんごうくせんてい）は、日本海軍の特務艇（駆潜艇）、駆潜艇。第十三号型駆潜艇の1番艇。船団護衛中に撃沈された。

## 艇歴
④計画の特務艇（440トン型駆潜艇）、第180号艦型の1番艇、仮称艦名第180号艦として計画。1939年7月18日、鶴見製鉄造船鶴見造船所で起工。
1940年2月23日、第十三号駆潜艇と命名されて特務艇（駆潜艇）第十三号型駆潜艇の1番艇に定められる。3月30日、進水。4月19日、艤装員事務所を鶴見製鉄造船鶴見工場内に設置し事務を開始。7月15日竣工し、艤装員事務所を撤去。11月15日、特務艇類別等級と艦艇類別等級の改正により特務艇の駆潜艇から艦艇の駆潜艇となり本籍を横須賀鎮守府に、役務を横須賀鎮守府警備兼練習駆潜艇に、第十三号型駆潜艇の1番艇にそれぞれ定められる。長浦を拠点として行動する。

## 1941年3月-11月 訓練
1941年3月31日、第14号駆潜艇と第15号駆潜艇が竣工し、横須賀防備戦隊隷下に新編された第二駆潜隊に両艇とともに編入。軍隊区分横須賀鎮守府海面防備部隊に配置。4月1日、第二駆潜隊司令駆潜艇に指定される。以後、6月30日まで東京湾口の防備と訓練に従事。4月4日、第二駆潜隊司令駆潜艇を第15号駆潜艇へ変更。
7月1日、第二駆潜隊の各艇は役務を横須賀鎮守府警備駆潜艇に定められ、第二駆潜隊は大湊要港部に編入。軍隊区分直率部隊に配置。同日横須賀発。4日、大湊着。9月19日まで訓練に従事。
9月20日、第二駆潜隊は第三艦隊第一根拠地隊に編入。21日、大湊発。22日、横須賀着。以後11月25日まで内地で諸訓練に従事。10月30日、佐世保へ回航。11月26日、馬公へ進出するため寺島水道を出撃。

## 1941年12月-1942年4月 フィリピン、蘭印攻略
太平洋戦争の開戦時はフィリピン攻略に従事。1941年12月10日から12日までアパリ沖で行動し、14日高雄へ帰投。18日、ルソン島東部のラモン湾上陸部隊に合同し高雄を出撃。24日から30日まで、ラモン湾で行動。30日、蘭印作戦参加のためダバオへ向けラモン湾発。
1942年1月2日から6日までダバオで行動。9日から13日にかけてダバオ沖で対潜掃蕩に従事。14日、バンカ島へ向けダバオ発。16日から22日までバンカ島で行動。22日、ケンダリ攻略に参加するためバンカ島発。24日から27日までケンダリ攻略に従事。29日、バンカ島に帰投。30日、ダバオへ回航のためバンカ島発。2月1日、ダバオ着。
2月3日、バリクパパンに回航のためダバオ発。6日から18日までバリクパパンに所在。18日、マカッサルへ回航。19日マカッサル、20日バリクパパンにそれぞれ寄港。22日から23日までマカッサルで行動。23日、バリ島へ回航。25日からバリ島で行動。
3月10日、第二駆潜隊は第二南遣艦隊第二十一特別根拠地隊に編入。バタヴィアを拠点として船団護衛に従事。

## 1942年5月-7月 東京湾
1942年5月1日、第二駆潜隊の3隻は役務を横須賀鎮守府警備駆潜艇に定められ、第二駆潜隊は横須賀防備戦隊に編入、軍隊区分東京湾方面部隊第一掃蕩攻撃隊第二小隊に配置。同日、バタヴィアからスラバヤへ回航する陸軍船団をバタヴィア水路北口まで護衛。同船団の護衛を第14号駆潜艇に引き継いだ後は、水路北口の警戒に従事。その後、スラバヤを出港した第15号駆潜艇と合同し、内地へ回航のため高雄へ向かう。15日、第二駆潜隊が解隊され、元第二駆潜隊の3隻は横須賀防備戦隊に編入。21日、元第二駆潜隊の3隻は本艇長の指揮により内地へ向け高雄発。28日、特設駆潜艇こうせい丸の嚮導を受け横須賀に入港。29日、横須賀防備戦隊司令官の巡視を受ける。本艇は横須賀到着後に入渠修理を予定していたが30日、第一掃蕩攻撃隊第一小隊の特務艇浮島、同猿島と合同のため横須賀を出撃し、稲取沖の合同海面へ向かう。合同後は伊豆大島西方海面で対潜掃蕩を実施。31日からは、30日に第14号駆潜艇が潜水艦を探知した地点を中心に捜索を実施。
6月3日、哨区を徹して伊東に回航。4日、一旦浦賀に帰投して補給を行う。補給後は伊豆大島波浮港に進出する予定だったが、機械故障のため僚艇から分離し新島へ向かう。5日、風早埼沖で爆雷戦を実施。7日、長浦に帰投し、機械の修理に着手。24日、波浮港へ進出。同港到着後、伊豆大島-新島間の哨区で行動。28日、伊豆大島-新島-石室埼を結んだ海域で対潜掃蕩に従事。29日、第14号駆潜艇との合同と、合同後の対潜掃蕩を命じられ波浮港を出港。同日館山で第14号駆潜艇と合同し、野島埼灯台沖の潜水艦掃蕩に向かう。30日、補給のため長浦に帰投。
7月1日、石室埼沖の哨区へ向け長浦発。以後、第14号駆潜艇や第15号駆潜艇と交代しつつ、伊豆大島付近の哨区で行動する。7日、伊豆大島岡田港を出港し、横須賀へ向かう特務艦佐多を護衛。護衛終了後、岡田港に帰投。13日、11日に三宅島と御蔵島で不時着した瑞鶴爆撃機搭乗員の救難に従事。

## 1942年7月-11月 アリューシャン列島
1942年7月20日、本艇、第14号駆潜艇、第15号駆潜艇の3隻は第五艦隊隷下に新編された第五駆潜隊に編入。27日、東京湾で行動。29日、キスカ島へ進出のため横須賀発。
8月1日、釧路に寄港。2日、釧路発。5日、占守島に寄港。7日、キスカ島へ向け占守島発。11日、キスカ島着。15日までキスカ湾で警戒に従事。15日、第14号駆潜艇とともにアッツ島へ向けキスカ湾発。16日から27日までアッツ島で警戒に従事し、28日キスカ湾に帰投。以後、キスカ島-アッツ島間を移動しつつ警戒に従事。
10月9日、キスカで空襲により「第十三号駆潜艇」では艇長重傷などの被害が生じた。10月11日、第五駆潜隊はキスカを離れ、「日帝丸」を護衛して片岡湾へ向かった。
15日、幌筵着。以後、本艇は11月13日まで幌筵に所在。
11月13日、北海道東部へ向け幌筵発。15日、択捉島紗万部に寄港。18日、紗万部発。19日、根室沖で行動。

## 1942年11月-1943年4月 船団護衛、沈没
1942年11月20日、第五駆潜隊の3隻は役務を横須賀鎮守府警備駆潜艇に定められ、第五駆潜隊は横須賀防備戦隊に編入、軍隊区分直接護衛部隊に配置。
12月3日、館山湾で仮泊。4日、横須賀着。9日、第五駆潜隊各艇は横須賀防備戦隊司令官の巡視を受ける。19日、石川島造船所に回航し入渠修理を行う。24日、第五駆潜隊が解隊され、横須賀防備戦隊に編入。本艇は軍隊区分直接護衛部隊から除かれ、軍隊区分東京湾部隊に配置。
1943年1月、石川島造船所での修理が終わる。13日と14日の両日、東京湾で単独訓練を実施。
2月15日、軍隊区分東京湾部隊から除かれ、軍隊区分直接護衛部隊掃蕩攻撃隊に配置。同日、大成丸を護衛して長浦を出撃し、同船とともに館山で仮泊。16日、引き続き大成丸を護衛して神戸へ向け館山発。18日、神戸着。神戸到着後、由良へ回航。20日、東行8220船団（4隻）を護衛して由良発。22日、浮島西方で船団から分離し、長浦に帰投。25日、芝園丸護衛のため長浦発。第二海堡付近で芝園丸と合同し、八丈島へ向かう。26日、八丈島着。同日、サイパンから横浜へ向け航行中の特設運送船神洋丸を護衛するため八丈島を出撃し、風早埼東方で同船と合同する。27日、長浦に帰投。
3月、軍隊区分北三陸部隊に配置。三陸方面で船団護衛に従事する。4月3日、船団護衛中に野田湾沖でアメリカ潜水艦ピカーレルの攻撃を受けて被雷し、沈没した。
5月1日、第十三号駆潜艇は横須賀鎮守府警備駆潜艇の役務を解かれて帝国駆潜艇籍から除かれ、第十三号型駆潜艇から削除された。本艇の艦艇類別等級別表からの削除時に、第十三号型の艇型名は第十四号型に改められた。

## 駆潜艇長
艤装員長
1. 若杉次一 大尉：1940年4月8日 - 1940年7月15日

駆潜艇長
1. 小林日本 大尉：1940年11月15日 - 1941年12月30日
2. 川村喜一 予備大尉：1941年12月30日 - 1942年11月15日
3. 鬼頭竹次郎 予備大尉：1942年11月15日 - 1943年1月18日
4. 竹添常磐 予備大尉：1943年1月18日 - 1943年4月3日 戦死、同日付任海軍予備少佐